# Thomas R. Köhler

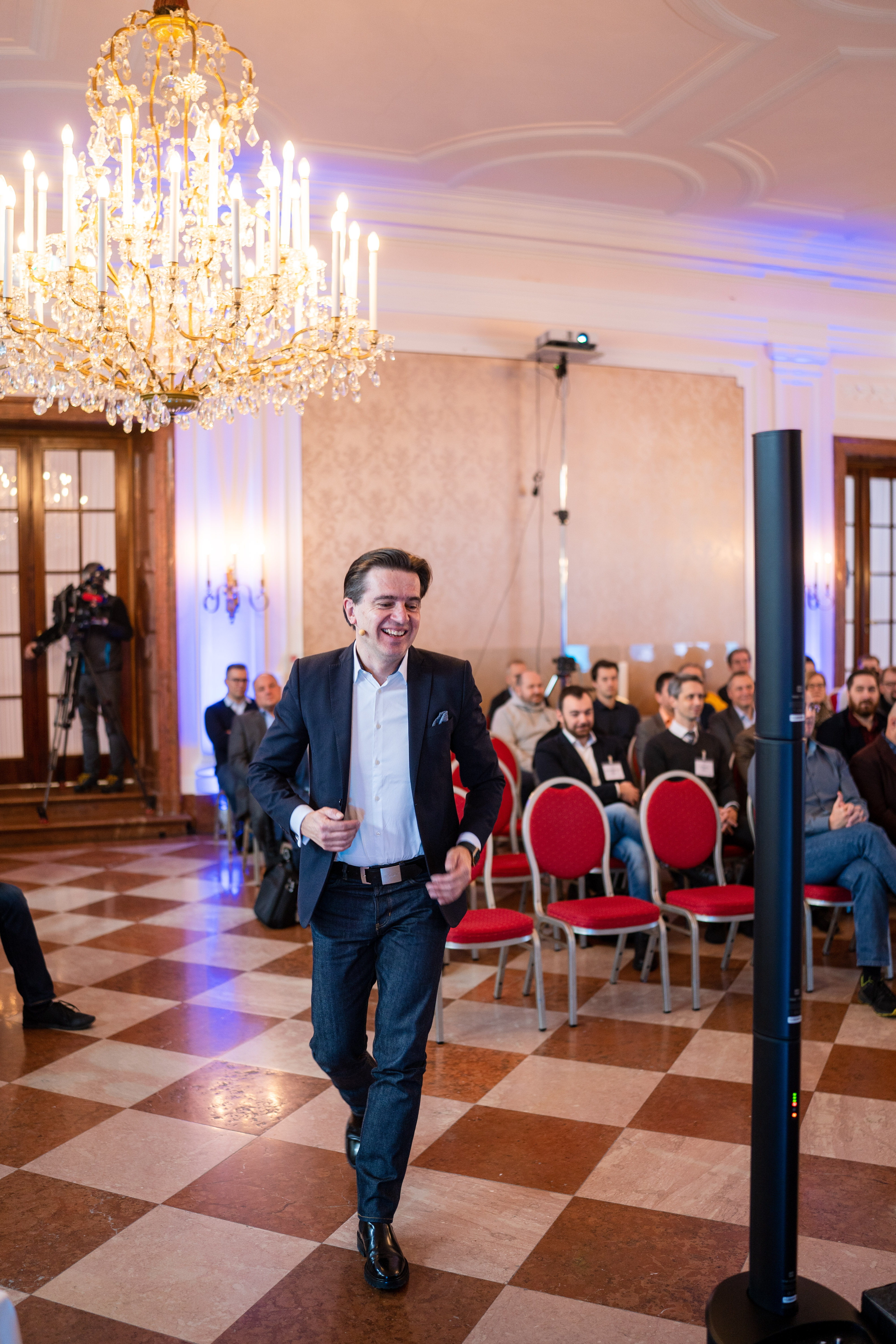
Thomas R. Köhler auf dem Cybercrime Forum 2022 in Salzburg

Thomas R. Köhler (geboren in Würzburg) ist ein deutscher Sachbuchautor, Unternehmensberater und Hochschullehrer. Er befasst sich mit Chancen und Risiken der Digitalisierung.

## Werdegang
Köhler wuchs in Gemünden am Main auf und machte am dortigen Friedrich-List-Gymnasium sein Abitur. Das Studium der Betriebswirtschaftslehre beziehungsweise der Wirtschaftsinformatik an der Julius-Maximilians-Universität Würzburg schloss er 1992 mit dem akademischen Grad des Diplom-Kaufmanns ab.
Nach dem Ende des Studiums arbeitete Köhler an der Julius-Maximilians-Universität Würzburg am Lehrstuhl für Wirtschaftsinformatik als wissenschaftlicher Mitarbeiter, 1995 machte er sich mit der Gründung eines Multimedia-Unternehmens selbstständig. Bis 2007 folgten weitere Unternehmensgründungen im Bereich der Entwicklung und Betreuung von Internet-, Intranet- und E-Commerce-Anwendungen sowie der Unternehmensberatung.
An der Hochschule für angewandte Wissenschaften Ansbach übernahm er 1997 einen Lehrauftrag. Er lehrte an verschiedenen Hochschulen, zum Beispiel an der Donauuniversität Krems oder der Hochschule der Polizei des Landes Brandenburg. Seit 2019 ist er Forschungsprofessor am Center for International Innovation der Hankou University.
Seit 1998 publizierte er eine Reihe von Sachbüchern, die sich mit unterschiedlichen Aspekten des Internets, von Social Media und der Digitalisierung befassen. Häufig analysiert er dabei Möglichkeiten und Auswirkungen für Unternehmen. Außerdem hat er in Deutschland und darüber hinaus mit Beiträgen in Zeitungen und Zeitschriften veröffentlicht, darunter in der Wirtschaftswoche, der Neuen Zürcher Zeitung, dem Handelsblatt, dem Standard, der Harvard Business Review oder dem Blog der London School of Economics and Political Science. Auch von Rundfunksendern wie n-tv, ProSieben, RTL oder dem Deutschlandfunk wurde er als Experte hinzugezogen. Köhler betätigte sich ebenfalls als Vortragsredner und Moderator zum Thema digitaler Wandel und den Folgen für Wirtschaft, Politik und Gesellschaft. Er arbeitet in diesen Themenfeldern auch als Unternehmensberater.
Thomas R. Köhler lebt in Rottach-Egern.

## Werke
- gemeinsam mit Julia Finkeissen: Business 5.0. Der Praxis-Guide für Künstliche Intelligenz in Unternehmen – Chancen und Risiken. Campus Verlag, Frankfurt/New York 2024, ISBN 978-3-593-51867-1.
- gemeinsam mit Julia Finkeissen: Chefsache Metaverse. NFT, Blockchain, AR, VR: So steuern Sie sicher durchs Web3 – ein Praxisbuch für Unternehmen. Campus Verlag, Frankfurt/New York 2023, ISBN 978-3-593-51698-1.
- Chefsache Cybersicherheit. Der 360-Grad-Check für Ihr Unternehmen. Campus Verlag, Frankfurt/New York 2021, ISBN 978-3-593-51373-7.
- Understanding cyber risk. Protecting your corporate assets. Routledge, London/New York 2018, ISBN 978-1-4724-7779-8.
- Besser leben mit Hightech! Selbstoptimierung mit Smartwatch, Fitnessband und Co. Frankfurter Allgemeine Buch, Frankfurt 2017, ISBN 978-3-95601-177-1.
- gemeinsam mit Dirk Wollschläger: Die digitale Transformation des Automobils. 5 Mega-Trends verändern die Branche. Media-Manufaktur, Pattensen 2014, ISBN 978-3-9814661-9-5.
- Vernetzt Verwanzt Verloren. Die unglaublichen Methoden der Wirtschaftsspionage. Westend Verlag, Frankfurt 2014, ISBN 978-3-86489-052-9.
- gemeinsam mit Dirk Schürmann: AutomotiveIT. Das Lexikon. Alle IT-Begriffe von A – Z, herausgegeben von Dominik Ortlepp. Media-Manufaktur, Pattensen 2012, ISBN 978-3-9814661-3-3.
- Der programmierte Mensch. Wie uns Internet und Smartphone manipulieren. Frankfurter Allgemeine Buch, Frankfurt 2012, ISBN 978-3-89981-299-2.
- Die Internetfalle. Google+, Facebook, Staatstrojaner – was Sie für den sicheren Umgang mit dem Netz wissen müssen. Frankfurter Allgemeine Buch, Frankfurt 2010, ISBN 978-3-89981-230-5.
- gemeinsam mit Walter Kirchmann: IT von A bis Z. Das schnelle und kompakte Nachschlagewerk. Frankfurter Allgemeine Buch, Frankfurt 2008, ISBN 978-3-89981-152-0.
- Die leise Revolution des Outsourcing. IT-Services aus dem Netz. Frankfurter Allgemeine Buch, Frankfurt 2007, ISBN 978-3-89981-132-2.
- Netzwerk-Konsolidierung, Unternehmensnetze mit Communications Resourcing. Daten- und Sprachnetze neu ausrichten. Addison-Wesley, München/ Boston (u. a.) 2004, ISBN 978-3-8273-2187-9.
- Internet-Projektmanagement. Konzeption und Realisierung von erfolgreichen Internetprojekten. Addison-Wesley, München/ Boston (u. a.) 2001, ISBN 978-3-8273-1837-4.
- Electronic Commerce. Konzipierung, Realisierung und Nutzung in Unternehmen. Addison-Wesley-Longman, Bonn/Reading, Mass. (u. a.) 1998. ISBN 978-3-8273-1317-1.